# Baía do Aransas
28° 03′ 01″ N, 96° 59′ 30″ O
Baía do Aransas é uma baía localizada na Costa do Golfo do estado americano do Texas, aproximadamente a 30 mi (48,3 km) a nordeste da cidade costeira de Corpus Christi, e a 173 mi (278 km) a sul da cidade de San Antonio. Ela é separada do Golfo do México pela Ilha de San José. Aransas Pass é a saída navegável mais directa para o Golfo do México a partir da baía. As cidades de Aransas Pass e Port Aransas estão localizadas no extremo sul, e Rockport é encontrada na costa centro-oeste. A baía é orientada lateralmente nordeste-sudoeste, e é estendida pela Baía de Redfish para o sudoeste, Baía de Copano para o oeste, Baía de Charles Saint ao norte, e Baía de Mesquite para o nordeste.
Há uma rica história de assentamentos na baía, incluindo: antigos acampamentos de nativos americanos que remontam milénios; imigrantes de cidades europeias do século XIX, como Lamar e Aransas, e as cidades actuais de Rockport, Fulton e Aransas Pass. Recursos como camarão, peixes, ostras e óleo são encontrados dentro ou próximos à baía, e contribuem para as economias locais.

## História
Os primeiros seres humanos habitaram a área circundante da Baía de Aransas, cerca de seis mil a oito mil anos atrás. O próprio nome deriva de um grupo de pessoas chamado de Índios Aransas, cujos acampamentos de quatro mil anos de idade foram encontrados perto da baía. Os Aransas nómadas deixaram a área por volta de 1200 a 1300 EC. Segundo os arqueólogos, os Karankawas e Coahuiltecans chegaram em 1400, mas muitos morreram por volta da década de 1800 devido a doenças transmitidas por colonos europeus. Acredita-se que Alonso Álvarez de Pineda da Espanha foi o primeiro europeu a navegar na baía, por cerca de 1519. Após mais de um século, o espanhol teve pouco interesse na área até que os franceses estabeleceram uma colônia no Texas no final do século XVII. Neste momento, Alonso De León foi ordenado a encontrar uma solução na área, mas nunca nenhuma colônia permanente na baía foi estabelecida.
Sob o controle mexicano, a baía foi colocada fora dos limites da colonização por parte das autoridades, até que um empresario foi concedido em 1828, o que permitiu a imigração irlandesa e mexicana. Em 1832, a fixação de Aransas City na baía foi fundada por James Power. Com a criação do porto próximo de Lamar em 1840, Aransas City foi abandonada em 1846. Mas Lamar logo conheceu um destino semelhante, depois de ter sido queimada até o chão durante a Guerra Civil Americana. A cidade de Aransas, que foi fundada na mesma época com Lamar, na Ilha de San Jose também foi destruída na guerra. Durante a guerra, a baía era um curso de água estrategicamente importante para a transferência de carga, devido à sua protecção por ilhas barreiras.
Como resultado da destruição da guerra, as portas ainda prósperas de Fulton e Rockport foram fundadas na última parte da década de 1860. Na primeira, Rockport foi concebida como um porto de águas profundas, mas só após uma série de contratempos, é que Aransas Pass foi selecionado quando a profundidade do canal foi aprovada em 1879. Em 1912, a 100 pés de largura e 8½ pés de profundidade o canal estava operacional. Depois dos furacões saquearem o porto em 1916 e 1919, Corpus Christi foi eleita pelo Corpo de Engenheiros do Exército dos Estados Unidos como a cidade dilecta para o porto de águas profundas da parte inferior da costa do Golfo. O resort afluente do Key Allegro, situado entre Rockport e Fulton, foi fundada na década de 1960. Em 2000, 24,615 pessoas viviam no entorno Aransas County, incluindo as cidades de Rockport, Fulton, Aransas Passe e o não incorporados Key Allegro, Holiday Beach e Estes. O exterior Refugio County localizado na margem de Baía de Copano, tinha 7.828 habitantes.